# Hersilia madagascariensis
Hersilia madagascariensis là một loài nhện trong họ Hersiliidae.
Loài này thuộc chi Hersilia. Hersilia madagascariensis được miêu tả năm 2004 bởi Jörg Wunderlich.